# Frontove, Lenine
Frontove (în ucraineană Фронтове) este un sat în comuna Semîsotka din raionul Lenine, Republica Autonomă Crimeea, Ucraina.

## Demografie
Componența lingvistică a localității Frontove
     Rusă (60,58%)
     Tătară crimeeană (15,87%)
     Ucraineană (13,94%)
Conform recensământului din 2001, majoritatea populației localității Frontove era vorbitoare de rusă (60,58%), existând în minoritate și vorbitori de tătară crimeeană (15,87%) și ucraineană (13,94%).